# Seznam členů uměleckého souboru Divadla na Vinohradech
Seznam členů uměleckého souboru Divadla na Vinohradech obsahuje všechny herce a herečky vinohradské scény od jejího založení v roce 1907.

## Bývalí členové hereckého souboru
K významným hercům působícím v činohře patřili (v abecedním pořadí) např.:
- Josef Abrhám (1962–1965)
- Jaroslava Adamová (1946–1950)
- Světla Amortová (1951–1981)
- Zlata Adamovská (1990–2010)
- Miroslav Babuský (1983–1995)
- Eliška Balzerová (1977–1998)
- Stanislava Bartošová (1969–1993)
- Pavel Batěk (2004–2015)
- Svatopluk Beneš (1937–1950)
- Bohumil Bezouška (1948–1951)
- Josef Bláha (1951–1991)
- Jiřina Bohdalová (1967–1990)
- Vlastimil Brodský (1948–1990)
- Otakar Brousek starší (1959–1990)
- Kateřina Brožová (1991–1996)
- Radoslav Brzobohatý (1967–1999)
- Věra Budilová (1955–1999)
- Jiří Čapka (1992–2015)
- Martin Davídek (2002–2014)
- Rudolf Deyl ml. (1950–1955)
- Zdeněk Dítě (1944–1945, 1948–1958)
- Jana Dítětová (1944–1945)
- Vladimír Dlouhý (1997–2006)
- Adolf Dobrovolný (1907–1913)
- Leopolda Dostalová (1920–1924)
- Jiří Dvořák (1999–2015)
- Vlastimil Fišar (1953–1991)
- Ladislav Frej (1987–1994, 1998–2012)
- Marie Glázrová (1932–1937)
- Hugo Haas (1924–1929)
- Elena Hálková (1930–1935)
- Matěj Hádek (1998–2000)
- Petr Haničinec (1962–1999)
- František Hanus (1952–1991)
- Jaromír Hanzlík (1966–1993)
- Antonín Hardt (1971–1981)
- Jan Hartl (1989–1990)
- Dagmar Havlová (1979–1996, 2009–2019)
- Antonie Hegerlíková (1946–2004)
- Gustav Hilmar (1926–1959)
- Jana Hlaváčová (1994–2010)
- Vladimír Hlavatý (1929–1945, 1947–1992)
- Lukáš Hlavica (1990–1997)
- Petra Hobzová (2000–2013)
- Zdeněk Hodr (1943–1976)
- Jan Holík (2009–2012)
- Karel Houska (1948–1983)
- Rudolf Hrušínský (1940–1943, 1945–1948, 1949–1950)
- Vlasta Chramostová (1950–1970)
- Josef Chvalina (1951–1964, 1979–1982)
- Cvetana Igová (1970–1990)
- Iva Janžurová (1964–1987)
- Rudolf Jelínek (1973–2004)
- Václav Jílek (2013–2018)
- Jiřina Jirásková (1951–2013)
- Lucie Juřičková (1992–2015)
- Oldřich Kaiser (1977–1985)
- Bedřich Karen (1917–1921)
- Jaroslav Kepka (1960–2004)
- Milan Klásek (1971–1991)
- Daniela Kolářová (1971–2015)
- Miloš Kopecký (1965–1995)
- Otomar Korbelář (1929–1945, 1952–1954, 1956–1966)
- Petr Kostka (1994–2010)
- František Kovářík (1920–1945, 1947–1959)
- Martin Kraus (2011–2013)
- Otomar Krejča (1946–1951)
- František Kreuzmann st. (1926–1940)
- Vladimír Krška (1960–1997)
- Vladimír Leraus (1941–1952)
- Anna Letenská (1939–1942)
- Radovan Lukavský (1946–1950)
- Oldřich Lukeš (1952–1976)
- Růžena Lysenková (1945–1948)
- Hana Maciuchová (1971–2011)
- Jana Malá (2002–2013)
- Jaroslav Marvan (1943–1950)
- Dana Medřická (1945–1951)
- Jaromír Meduna (2008–2015)
- Antonín Molčík (1992–1993)
- Miroslav Moravec (1996–2004)
- Jaroslav Moučka (1953–1994)
- Pavlína Mourková (1994–1997)
- Barbora Munzarová (1999–2007)
- Oldřich Musil (1952–1983)
- Růžena Nasková (1907–1908)
- Antonín Navrátil (1983–1992)
- Pavel Nečas (2015–2020)
- Miloš Nedbal (1938–1942, 1944–1945)
- Soňa Neumannová (1951–1963)
- Gustav Nezval (1942–1976)
- Michal Novotný (2002–2016)
- Míla Pačová (1921–1934)
- Josef Pehr (1943–1945)
- Michal Pešek (1984–1990)
- Jindřich Plachta (1950–1951)
- Jiří Plachý (1970–2022)
- Jiří Plachý st. (1929–1948)
- Jiří Pleskot (1951–1991)
- Barbora Poláková (2011–2012)
- Lucie Polišenská (2009–2014)
- Nina Popelíková (1951–1976)
- Simona Postlerová (1992–2024)
- Ladislav Potměšil (1993–2007)
- Ilja Prachař (1959–1990)
- Viktor Preiss (1983–2015)
- Alena Procházková (1972–1994)
- Bedřich Prokoš (1954–1958, 1965–1969)
- Lukáš Příkazký (2010–2015)
- Ilja Racek (1966–1990)
- Denny Ratajský (2016–2020)
- Stanislav Remunda (1952–1991)
- Karel Roden (1985–1986)
- Marie Rosůlková (1934–1949)
- Martin Růžek (1956–1963)
- Petr Rychlý (1992–1998, 2013–2019)
- Čestmír Řanda (1960–1966)
- Zdeněk Řehoř (1950–1994)
- Vladimír Řepa (1922–1948)
- Ivan Řezáč (2008–2018)
- Anna Sedláčková (1919–1921)
- Sylva Sequensová (1980–1994)
- Olga Scheinpflugová (1922–1928)
- Jan Schánilec (1966–1991)
- Svatopluk Skládal (1951–1991)
- Ota Sklenčka (1951–1961, 1989–1993)
- Václav Sloup (1983–1998)
- Břetislav Slováček (1974–1998)
- Karolina Slunéčková (1956–1983)
- František Smolík (1921–1934)
- Jiří Sovák (1952–1966)
- Martin Stropnický (1985–1990, 2002–2012)
- Jana Stryková (2010–2013)
- Světla Svozilová (1940–1968)
- Vladimír Šmeral (1941–1944, 1945–1978)
- Jana Štěpánková (1972–2001)
- Lucie Štěpánková (2007–2012)
- Martin Štěpánek (1977–1981)
- Zdeněk Štěpánek (1921–1934)
- Jiřina Štěpničková (1936–1951)
- Jarmila Švabíková (1942–1954)
- Jiřina Švorcová (1951–1990)
- Jan Teplý (1990–2004)
- Filip Tomsa (2006–2011)
- Ivan Trojan (1990–1997)
- Jiří Vala (1951–1966)
- Marta Vančurová (1990–2010)
- Václav Vašák (2011–2014)
- Luboš Veselý (2012–2016)
- Bedřich Veverka (1928–1945)
- Miroslav Vladyka (1982–1996)
- Oldřich Vlach (1991–2020)
- František Vnouček (1934–1945)
- Václav Voska (1939–1945)
- Jaroslav Vojta (1919–1925)
- Gabriela Vránová (1962–2004)
- Bedřich Vrbský (1919–1950)
- Václav Vydra st. (1913–1922)
- Martin Zahálka (1992–2017)
- Veronika Žilková (2009–2012)